# میلر (آیووا)
میلر (به انگلیسی: Miller) شهری در ایالت آیووا کشور ایالات متحده آمریکا است که جمعیت آن در سرشماری سال ۲۰۱۰ میلادی، ۶۰ نفر بوده‌است.